# Abdul Hadi Shekaib
Abdul Hadi Shekaib, född 27 april 1940, är en afghansk friidrottare (kortdistanslöpare). Han deltog vid olympiska sommarspelen 1960.